# Feriha
A Feriha (eredeti cím: Adini Feriha Koydum) egy 2011 és 2012 között készült török sorozat, melyet a Med Yapim készített. Főszereplői: Hazal Kaya, Çağatay Ulusoy és Vahide Perçin. Magyarországon, 2018. március 6-án kezdték vetíteni, a TV2 csatornán, és november 20-áig sugározták. Hazánkban nagy népszerűségnek örvendett.

## Történet
Feriha egy szegény család, gyönyörű, okos és ambiciózus lánya. Édesapja Riza gondnok egy gazdagoknak fenntartott panelházban, ahol a Yilmaz család az alagsorban él, míg édesanyja Zehra takarítónőként vállal munkákat mind az épületben, mind a városban. A fiatal lánynak van két testvére is,az egyik Mehmet az agresszív bátyja, aki autószerelőként dolgozik, másik pedig a kicsi Ömer. Minden gyökerestől megváltozik amikor a lányt felveszik egy neves egyetemre, amelyet eszének köszönhetett. Feriha gazdag lányként mutatkozik be, mert szégyenli a szegénységet, amelyben családjával élnek. Egy napon találkozik az iskola nőcsábászával, Emir Sarafoglu-val, aki beleszeret a titokzatos lányba. Lassan Feriha is szerelmes lesz a fiúba, ámde a hazugságoknak köszönhetően a lány lebukik a családja előtt, (Kivéve Zehra-t, mert ő mindent tudott) és Riza hirtelen haragjában hozzá akarja adni lányát egy fiúhoz, Halil-hoz. 
Feriha, az eljegyzés után bevallja vőlegényének hogy nem szereti őt, és kiderül a nézők számára hogy a fiú, egy pszichopata. Ezt bizonyítja, hogy Feriha édesanyját hibáztatva, lelövi az asszonyt, őt pedig intézetbe zárják. Fél évvel később, Emir még mindig semmit nem tud, kedvese életéről. Nemsokára azonban, mindenre rájön és összetörten elhagyja a lányt. Riza egyik nap amikor az iskolába menet észreveszi hogy a fia, drogot vásárolt egy embertől. A szülők úgy döntenek, hogy Zehra és Ömer visszatérnek a faluba, így Feriha egyetlen támasza, az édesanyja elmegy. Halil kiszabadulva a fogságból elrabolja a lányt. 
Emir aggódva, elindul a keresésére és a nyomára is bukkan a házra ahol a lányt fogva tartják, ámde Halil fogságba ejti. Sok nehézség után kiszabadulnak, és visszatér minden a régi kerékvágásba, így a szerelmesek kibékülnek. Mehmet azonban, meglátja őket egyszer amikor csókolóznak, és brutálisan megveri a húgát. Riza dühöngve úgy dönt, hogy lányának vissza kell térnie a szülőfalujukba, az édesanyja házába. A buszpályaudvaron azonban Emir és Feriha megszöknek, és egy panzióban összeházasodnak. Eközben Rizát kórházban ápolják, ugyanis szívrohamot kapott. A két fiatal fel akarta fedni titkukat, azonban Cansu aki szerelmes Emir-be, megmérgezi a őket, és a kórházban a két fiatal családja rájön a frigyre. A későbbiekben, Feriha elhagyja a férjét, egy félreértés miatt, és Levent-tel megszökik. 3 év múlva visszatér Isztambulba, de immáron üzletasszonyként. Társult Cansu-val, akinek pedig Emir, és a fiú menyasszonya Ece az üzlettársa. Feriha szét akarja választani a hotelt és a klubot, amelyet sikerrel megvalósít azonban, a félreértések tisztázása után, a sorozat végén Feriha és Emir kibékül, és újból összeházasodnak.

## Szereplők
| Szerepnév           | Színész(nő)           | Magyar hang         | Leírás                                                                                                 |
| ------------------- | --------------------- | ------------------- | --- |
| Feriha Yılmaz       | Hazal Kaya            | Csifó Dorina        | A sorozat főszereplőnője, Emir szerelme később felesége, Zehra és Rıza lánya, Mehmet és Ömer testvére. |
| Emir Sarrafoğlu     | Çağatay Ulusoy        | Czető Roland        | Feriha szerelme később férje, Aysun és Ünal fia, Can bátyja.                                           |
| Zehra Yılmaz        | Vahide Perçin         | Bognár Anna         | Feriha, Mehmet és Ömer szerető édesanyja, Riza felesége.                                               |
| Rıza Yılmaz         | Metin Çekmez          | Csuha Lajos         | Feriha, Mehmet és Ömer szigorú de szerető édesapja, Zehra férje.                                       |
| Sanem İlhanlı       | Deniz Uğur            | Sallai Nóra         | Cansu mostohaanyja, Pelin édesanyja, Haldun neje, később Ünal, Levent, Bülent és Yavuz szeretője.      |
| Hande Gezgin        | Ceyda Ateş            | Pekár Adrienn       | Feriha ellensége, később legjobb barátnője, szerelmes Emir-be majd Koray-ba.                           |
| Koray Onat          | Yusuf Akgün           | Penke Bence         | Emír legjobb barátja, Gülsüm férje, Kaan apja, élete szerelme Hande.                                   |
| Cansu İlhanlı       | Sedef Şahin           | Hermann Lilla       | Feriha jó barátja majd ellenlábasa, Haldun lánya.                                                      |
| Mehmet Yılmaz       | Melih Selçuk          | Timon Barna         | Feriha és Ömer testvére, Zehra és Rıza fia, Seher férje.                                               |
| Seher Yılmaz        | Neşem Akhan           | Gulás Fanni         | Mehmet neje, egy igazi vérszívó pióca.                                                                 |
| Ünal Sarrafoğlu     | Eray Özbay Murat Onuk | Petridisz Hrisztosz | Emir apja, Aysun volt férje, igazi nőfaló, az éjszakai élet "királya".                                 |
| Aysun Soysal        | Ahu Sungur            | F. Nagy Erika       | Emir és Can anyja, Ünal volt felesége.                                                                 |
| Levent Seymen       | Barış Kılıç           | Kis Horváth Zoltán  | Nevbahar fia, Bülent bátyja, Sanem szeretője, később Feriha munkaadója, tanára majd párja.             |
| Lara Atabeyli       | Feyza Civelek         | Berkes Boglárka     | Tülin lánya, Cansu, Hande és Feriha barátnője.                                                         |
| Hatice Yılmaz       | Ayşegül Uyguner       | Menszátor Magdolna  | Gülsüm anyja, Rıza húga, a Yılmaz gyerekek nagynénje.                                                  |
| Gülsüm Karaman Onat | Pelin Ermiş           | Laudon Andrea       | Hatice lánya, a Yılmaz gyerekek unokatestvére, Koray neje, Kaan édesanyja.                             |
| Ömer Yılmaz         | Kaan Olcay            | Sándor Barnabás     | Zehra és Rıza legkisebbik fia, Feriha és Mehmet kisöccse.                                              |
| Halil               | Ufuk Tan Altunkaya    | Bordás János        | Feriha vőlegénye egy ideig.                                                                            |
| Ece                 | Yağmur Tanrısevsin    | Czető Zsanett       | Emir egykori barátnője, később menyasszonya.                                                           |
| Haldun Ilhanli      |                       |                     | Cansu édesapja, Sanem férje.                                                                           |
| Sophie              | Leyla Erdoğan         | Mezei Kitty         | Zehra fiatalkori szerelmének lánya.                                                                    |
| Nevbahar Şeymen     | Nurinisa Yildrim      | Kovács Nóra         | Levent és Bülent anyja.                                                                                |
| Bülent Seymen       | Sarp Can Köroğlu      |                     | Nevbahar fia, Levent öccse és Sanem szeretője.                                                         |
| Yavuz Sancaktar     | Emre Koç              |                     | Ece, majd Sanem szeretője, maffiózó. Emir ellenfele.                                                   |

## Magyar változat
- Magyar szöveg: Gál Noémi, Hegyi Krisztina, Oláh Petra
- Hangmérnök: Árvai Csaba
- Gyártásvezető: Boskó Andrea
- Szinkronrendező: Bartucz Attila
- Produkciós vezető: Kovács Anita
- Megrendelő: TV2 Csoport
- Szinkronstúdió: Pannonia Dubbing Solutions

## Évados áttekintés
| Évad | Évad | Török epizódok száma | Magyar epizódok száma | Eredeti sugárzás    | Eredeti sugárzás   | Eredeti sugárzás | Magyar sugárzás  | Magyar sugárzás    | Magyar sugárzás |
| Évad | Évad | Török epizódok száma | Magyar epizódok száma | Évadpremier         | Évadfinálé         | Eredeti adó      | Évadpremier      | Évadfinálé         | Magyar adó      |
| ---- | ---- | -------------------- | --------------------- | ------------------- | ------------------ | ---------------- | ---------------- | ------------------ | --------------- |
|      | 1.   | 24                   | 65                    | 2011. január 14.    | 2011. június 24.   | Show Tv          | 2018. március 6. | 2018. június 13.   | TV2             |
|      | 2.   | 43                   | 109                   | 2011. szeptember 9. | 2012. december 14. | Show Tv          | 2018. június 14. | 2018. november 20. | TV2             |

## Érdekességek
- Yusuf Akgün-t a Cennet című szintén török sorozatban is láthatják a nézők.

- Leyla Erdoğan-t, pedig a Madárka (televíziós sorozat) című sorozatban láthatjuk

- Vahide Perçin színésznőnél, a sorozat alatt rákot diagnosztizáltak, így a kezelés miatt kihullott a haja. Ezért láthattuk Zehra-t kendőben, az utolsó részekben, amikben szerepelt.
- Hazal Kaya és Pelin Ermis korábban már játszott együtt a Tiltott szerelem című török sorozatban.

- Metin Cekmez színészt pedig a Seherezade című sorozatban láthattuk korábban.
- Deniz Ugur színésznőnél a sorozat alatt szintén rákot diagnosztizáltak, a műtétje után két nappal már újra forgatott, parókában.